# 라미아 항공 2933편 추락 사고
라미아 항공 2933편 추락 사고(영어: LaMia Flight 2933, 포르투갈어: Voo 2933 da LaMia, 스페인어: Vuelo 2933 de LaMia)은 브라질 1부 리그 프로 축구 팀 아소시아상 샤페코엔시 지 푸테보우의 선수 및 팀원들을 태우고 브라질 상파울루를 출발하여 볼리비아 산타크루스데라시에라를 경유, 콜롬비아 메데인으로 가던 브리티시 에어로스페이스 146 여객기가 운항 도중에 연료 부족, 전기 결함(추정)으로, 콜롬비아 북부 산악 지대 안티오키아 주 라우니온에 추락한 사고이다.
샤페코엔시는 콜롬비아의 메데인에서 열릴 예정이던 콜롬비아의 아틀레티코 나시오날과의 2016년 코파 수다메리카나 결승 1차전 참가를 위해 이 비행기에 탑승했다.

## 사망자 명단

### 선수
| - 아일톤 세자르 주니오르 알베스 다 시우바 - 브라질 (22) - 데네르 아순상 브라즈 - 브라질 (25) - 마르셀루 아우구스토 마티아스 다 시우바 - 브라질 (25) - 마테우스 비테코 - 브라질 (21) - 마테우스 카라멜로 - 브라질 (22) - 기예르메 히메네스 데 소우자 - 브라질 (21) - 루카스 고메스 다 시우바 - 브라질 (26) - 이베르통 켐페스 두스 산투스 곤사우베스 - 브라질 (34) - 아르투르 마이아 - 브라질 (24) - 아나니아스 엘루이 카스트로 몬테이로 - 브라질 (27) | - 마르코스 다닐루 파디야 - 브라질 (31) - 필리페 마차도 - 브라질 (32) - 세르지오 마노엘 바르보사 산토스 - 브라질 (27) - 호세 지우데이송 클레멘테 데 파이바 - 브라질 (29) - 브루노 랑헬 - 브라질 (34) - 클레베르 산타나 - 브라질 (35) - 조시마르 호사도 다 실바 타바레스 - 브라질 (30) - 윌리엄 티에고 데 헤수스 - 브라질 (30) - 티아고 다 로카 비에이라 - 브라질 (22) |

### 구단 직원
- 루이스 카를루스 사로리 -  브라질 (51) 코치

### 기자
- 마리오 세르지오 폰테스 데 파이바 -  브라질 (66) Fox Sports Brazil의 기자, 전직 국가대표팀 선수
- 데바 파스코비치 -  브라질 (51) Fox Sports Brazil의 해설위원, 아나운서
- 파울로 훌리오 클레멘트 -  브라질 (51) Fox Sports Brazil의 해설위원
- 빅토리노 셰르몽 -  브라질 (43) Fox Sports Brazil의 기자

## 우승팀 결정
샤페코엔시 구단은 콜롬비아 메데인에서 열릴 예정이던 2016년 코파 수다메리카나 결승 1차전에 참가하기 위해 브라질 상파울루 공항을 출발하여 볼리비아를 거쳐 콜롬비아 메데인으로 가던 중에 사고가 났다. 이에 따라 경기는 취소되었으며, 상대 팀인 콜롬비아의 아틀레티코 나시오날은 비극을 겪은 상대와 우승을 다툴 수 없다는 판단 아래 남미 축구 연맹(CONMEBOL)에 샤페코엔시에게 우승 컵을 넘겼으면 한다는 뜻을 전했다고 구단 공식 홈페이지에서 밝혔다. 결국, 12월 5일에 아틀레티코 나시오날이 기권하면서 샤페코엔시의 우승으로 처리되었다.

## 탑승자의 국적
- 브라질 - 52명
- 볼리비아 - 5명
- 파라과이 - 1명
- 베네수엘라 - 1명
- 국적 불명 - 18명
- 승객: 68명, 승무원: 9명, 합계: 77명

## 비행 사고의 개요
2016년 11월 28일 (현지 시간), 승무원 9명, 승객 68명을 태우고 볼리비아 산타 크루스 데 라 시에라의 비루 비루 국제 공항에서 콜롬비아 메 데인의 호세 마리아 코르도바 국제 공항으로 향하던 라미아 항공 2933편 아브 RJ85 『기체 번호 : CP-2933, 1999년 제조』가 오후 10시 15분경 호세 마리아 코르도바 국제 공항에서 남쪽으로 약 17km 지점인 메 데인 교외의 안티오키아 주 라 유니온의 산중에 추락했다.
당초 이 사고로 75명이 사망했다고 현지 경찰과 언론을 통해 알려졌다. 훗날 탑승자 명단 중 4명이 실제로 탑승하지 않은 것으로 판명되어, 실제로 사망한 사람은 71명, 생존자는 6명으로 수정되었다. 이 비행기는 샤페코엔시가 코파 수다 메리 카나 2016 결승전 1st 레그에 가기 위해 전세를 낸 것으로 브라질에서 다른 항공편으로 볼리비아에 도착한 이 클럽의 멤버 경영진들 50명과 취재 기자들이 탑승하였으며, 이 중에는 J리그 클럽에서 지휘했던 감독과 플레이했던 선수도 있었다.

## 사고의 경과
사고를 낸 LMI2933편은 볼리비아 산타 크루스 데 라 시에라 비루비루 국제공항에서 이륙하여 콜롬비아 메 데인의 호세 마리아 코르도바 국제 공항으로 가고 있었다. 비루비루 국제 공항과 호세 마리아 코르도바 국제 공항 사이의 거리는 사고기인 Avro RJ85 공식적인 항속 거리를 넘긴 2,972km였다. 기장 미겔 알레한드로 퀴로가 무라카미(村上)는 사고 당시 36세였으며, 볼리비아 공군의 군사 항공 대학을 졸업하였다.
LMI 2933편은 콜롬비아 시간으로 2016년 11월 28일 21시 40분 경(UTC: 11월 29일 2:40)에 메 데인의 남쪽 80km에 도달하였으나, 다른 비행기가 연료 누출로 비상 착륙하기 위해 공중 대기의 지시를 받고 라 유니온의 남쪽 고도 약 21,000피트에서 직경 3km 정도의 원형을 그리며 비행하고 있었다. 그러나 파일럿들이 연료 문제를 관제사에게 보고하자 착륙을 허가받고 착륙 태세에 들어갔으나, 전기 및 연료의 이상 사태를 선언한 후 현지 시간 21:55(UTC 2:55) 경에 소식이 끊어지고, 공항에서 약 21km 거리에 있는 라 유니온의 해발 약 3,300미터의 산에서 추락한 기체가 발견되었다.

## 사고 요인
최종적으로는 블랙박스의 해석을 보고 판단해야 하지만, 현지 보도에서는 관제관과의 교신 기록으로 미루어 연료 부족과 커뮤니케이션 부족이 원인이라는 의견이 지배적이다.
사고기인 RJ85의 최장 비행거리는 2,965km으로, 산타 크루스 데 라 시에라에서 메 델린까지의 거리와 거의 같은데다가 연료마저 여유분이 없었다. 이로 인해 원래는 볼리비아 코비하의 카비탄 아니발 아라브 공항 또는 목적지 근처인 보고타의 엘도라도 공항에서 급유를 할 예정이었으나, 코비하의 경우 도착 시간이 늦어진 관계로 실시하지 않았으며, 보고타의 경우 파일럿의 판단으로 기항을 하지 않았다. 또 선수들이 체크인된 짐에서 비디오 게임등을 꺼낼 수 있게 승무원들에게 요청하는 바람에 산타 크루스에서의 출발이 늦어졌다.
아비앙카 항공의 현역 파일럿들은, 파일럿이 긴급사태선언과 함께 절대적인 우선권을 부여할 요청을 하지 않은 점을 지적하였다. 그 요인으로는 파일럿의 이력에 긴급사태선언을 한 사실이 남게되는 점, 충분한 연료를 탑재하지 않고 비행한 사실이 드러날 경우 파일럿과 회사에 고액의 벌금이 부과되기 때문이 아닌가라는 지적이 있다.

## 사건 현장

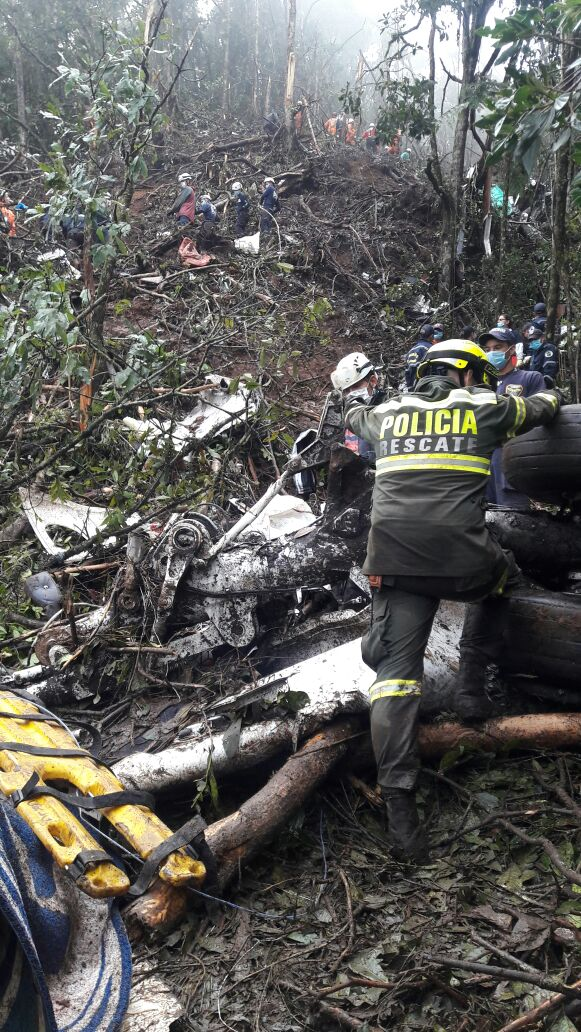
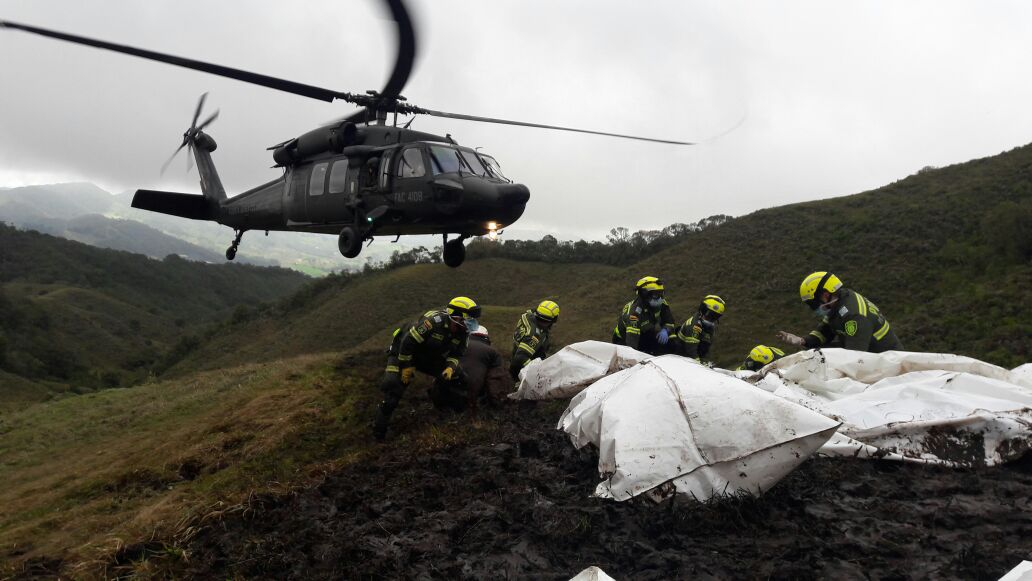

## 같이 보기
- 1993년 잠비아 축구 국가대표팀 항공기 참사
- 드니프로제르진스크 공중 충돌 사고
- 로코모티프 야로슬라블 비행기 추락 사고